# Ca la Xica
Ca la Xica és un edifici del municipi de Navarcles (Bages) que forma part de l'Inventari del Patrimoni Arquitectònic de Catalunya.

## Descripció
És un habitatge de planta rectangular amb una torreta adossada a un costat. La casa és oberta als quatre vents, però la part més ornada és la de la façana principal, orientada a migdia. Aquesta té moltes obertures: porta d'entrada i dos finestrals als baixos, i al primer pis tres portes que donen a un balcó corregut. A la part superior hi ha un petit fris, avui de color groc que comprèn tres airejadors de color blau. La teulada s'assenta sobre un petit ràfec. La torreta annexa culmina amb un joc de rajoles blaves i blanques. Destaca també l'ornamentació de terra cuita que hi ha sobre la porta de la torre.
Es construí l'any 1932 en urbanitzar-se l'espai dels voltants del mas Aguilar.